# Предраг Вранеш
Предраг Вранеш (Београд, 21. март 1952) бивши је југословенски ватерполиста, након завршетка играчке каријере успешан привредник.

## Спортска биографија
Рођен је у Београду 21. марта 1952. године. Играо је на позицији ватерполо голмана. Наступао је за београдски Партизан у периоду од 1969. до 1980. године. Играо је у чувеној генерацији Партизана са Сандићем, Јанковићем, Перишићем, Маровићем, Беламарићем и Дабовићем, са којом је током 1970-их освојио све што се може освојити у ватерполу. Десетак пута освојено првенство Југославије и куп, освојио је два пута Куп европских шампиона. Играчку каријеру је завршио 1981. у Црвеној звезди.
За ватерполо репрезентацију Југославије је играо око 100 пута. Освојио је бронзану медаљу на Светском првенству 1978. у Берлину, те сребрну медаљу на Европском првенству 1977.
Дипломирао је на Електротехничком факултету Универзитета у Београду децембра 1976. и започео пословну каријеру у Институту Михајло Пупин. Своје стручно усавршавање је наставио у САД на постдипломским студијама из области рачунарских наука на једном од најпрестижнијих америчких универзитета UCLA (Лос Анђелес), где је био асистент. Након магистрирања, ради у истраживачком центру ИБМ-а „Томас Ј. Вотсон”.
Био је председник Ватерполо клуба Партизан од 1992. до 1998. године. Од 1996. управља компанијом S&T у Србији.